# سن-لویی-دو-گونزاگ (شودییر-آپالاش)
سن-لویی-دو-گونزاگ، شودییر-آپالاش (به فرانسوی: Saint-Louis-de-Gonzague) شهری در منطقه شهری له اتشمن ناحیه شودییر-آپالاش در استان کبک کانادا است. در سرشماری سال ۲۰۱۱ این شهر ۴۴۲ نفر جمعیت داشته‌است و مساحت آن ۱۱۶٫۳۶ کیلومتر مربع است.